# Арбатова, Мария Ивановна
Мари́я Ива́новна Арба́това (фамилия при рождении — Гаври́лина; Арбатова — псевдоним, ставший с 1999 года официальной фамилией) (род. 17 июля 1957, Муром, Владимирская область) — российская писательница, драматург, сценарист, радиоведущая, публицист. Психоаналитик, активная деятельница феминистского движения. Член Союза писателей Москвы. Автор 14 пьес, поставленных в России и за рубежом, более двадцати книг, а также около 70 публицистических статей.

## Биография
Родилась 17 июля 1957 года в городе Муроме Владимирской области в семье Ивана Гавриловича Гаврилина и Цивьи Ильиничны Айзенштадт. Через год семья переехала в Москву.
Учась в школе, в комсомол не вступала, по её словам, «по принципиальным соображениям». В 9—10-м классах посещала Школу юного журналиста при факультете журналистики МГУ. Тогда же, по её собственным заявлениям, стала одной из активисток московского движения хиппи.
Отец, Иван Гаврилович Гаврилин (1910, Кудашево Рязанской губернии — 1969), окончил исторический факультет Института философии и литературы, а впоследствии — адъюнктуру при Военно-политической академии имени Ленина, журналист и редактор, был заместителем главного редактора «Красной звезды», преподавал марксистскую философию в военных академиях имени Ленина, имени Фрунзе, имени Дзержинского. В 1950 году он получил назначение в Муром в качестве военного преподавателя марксистской философии, в 1958-м семья вернулась в Москву.
Мать, Цивья Ильинична Айзенштадт (1922, Москва — 2017, Москва), племянница Самуила Иосифовича Айзенштадта. Окончила школу с золотой медалью, в 1940 году поступила в 1-й Московский медицинский институт, затем в эвакуации перевелась в эвакуировавшийся из Москвы Московский зооветеринарный институт и окончила его с красным дипломом по специальности микробиолог. В 1990-х годах активно увлеклась рэйки-терапией и стала успешным рэйки-терапевтом.
Мария поступила на философский факультет МГУ, но вскоре покинула его, так как, по её словам, «столкнулась с сильнейшим идеологическим давлением». В 1984 году окончила отделение драматургии Литературного института имени Горького. Частно обучалась психоаналитическому консультированию, по её словам, в «психоаналитическом подполье» Б. Г. Кравцова и С. Г. Аграчёва.
В 1989 году принята в Союз писателей СССР. С 1991 года руководила клубом психологической реабилитации женщин «Гармония». С 1996 года занимается индивидуальным консультированием как психоаналитик. Около пяти лет работала обозревателем «Общей газеты». В течение пяти лет работала соведущей в женском ток-шоу «Я сама» канала ТВ-6. Автор и ведущая правозащитной программы «Право быть собой» на радиостанции «Маяк 24».

### Политическая и общественная деятельность
Работала в многочисленных пиар-проектах и избирательных кампаниях разных уровней. В качестве эксперта принимала участие в написании предвыборной президентской программы Бориса Ельцина и предвыборной президентской программы Эллы Памфиловой. В 1991 году подписала требование к Горбачёву о немедленном выводе советских войск из Литвы.
В 1999 году выдвигалась в депутаты Государственной думы по Университетскому одномандатному округу города Москвы от Союза правых сил, но набрав 14,78 % голосов, проиграла кандидату от партии «Яблоко» Михаилу Задорнову, набравшему 20,16 %.
В 2001—2003 годах была кандидатом на пост Уполномоченного по правам человека в Российской Федерации. Была сопредседателем Партии прав человека, которая прекратила своё существование по воле инвесторов.
Входила в руководство партии «Свободная Россия», переименованной в феврале 2007 года в партию «Гражданская сила». Была второй в списке кандидатов от партии «Свободная Россия» на выборах в Московскую городскую Думу 4 декабря 2005 года, где партия получила 2,22 % голосов.
В 2007 году была кандидатом в депутаты Государственной думы по списку Партии социальной справедливости, набравшей 0,22 % голосов. Перед выборами была переиздана книга «Как я пыталась честно попасть в Думу» с подзаголовком «Малохудожественная история выборов», которая впервые вышла в 2000 году и описывала её попытку баллотироваться в Государственную думу от Союза правых сил в 1999 году.
В 2007—2008 годах член Высшего совета политической партии «Гражданская сила», по списку которой должна была выдвигаться в Думу пятого созыва. Она резко отзывалась о партии и сожалела, что привела в «Гражданскую силу» её тогдашнего лидера Михаила Барщевского, а также ряд известных деятелей культуры. «Ими попользовались так же, как мной, и „кинули“, — писала Арбатова. — За полтора дня до съезда, утверждающего кандидатуры по округам, Барщевский руками формального руководителя партии Рявкина нечистоплотно вышвыривает меня из списка».
С 1996 года возглавляет общественную организацию «Клуб женщин, вмешивающихся в политику». Поддерживает идею «позитивной дискриминации». Неоднократно выступала против нарушения прав сексуальных меньшинств, высказывалась в поддержку легализации однополых браков и возможности усыновления детей гей-парами. Критически отзывалась о приговоре участницам группы Pussy Riot и позиции Русской православной церкви по этому и другим вопросам.
В январе 2013 года поддержала принятие закона, запрещающего усыновление российских детей-сирот гражданами США. Член Общественного Экспертного Совета при Уполномоченном по правам человека Москвы.
С 2014 года поддерживала агрессию против Украины, интерпретируя это как «войну России и НАТО». Неоднократно делала украинофобские высказывания. В частности Арбатова заявляла, что убитые во время резни в Буче — «жертвы зачисток ВСУ» и называла Украину «не вполне полноценным государством».

#### Критика
В октябре 2008 года во время кампании за освобождение бывшего юриста ЮКОСа Светланы Бахминой выступила со статьёй, осуждающей Бахмину и её защитников. В этой статье Арбатова утверждала, в частности, что «все осужденные женщины плодятся в камерах, как крольчихи», и называла женщин-правозащитниц «либеральными кликушами».
Статья Арбатовой вызвала большой общественный резонанс, её позиция дошла в том числе и до иностранной прессы. Позднее Мария Арбатова вместе с Валерией Новодворской приняла участие в телепрограмме «К барьеру!», где обсуждалась та же тема. Позицию Арбатовой критиковали многие, Татьяна Толстая сказала: «Особенно гадко, что это — женщина глумится над женщиной». Николай Сванидзе сказал: «Мне позиция Арбатовой отвратительна». Валерия Новодворская сказала, что Арбатова совершила подлость и кинула камень в жертву, что Арбатова навсегда вычеркнула себя из общества «порядочных людей». Ксения Ларина сказала: «Это история с программой „К барьеру“, которая стала одним из главных культурных шоков ушедшего года, позиция Марии Арбатовой, которая была категорически против досрочного освобождения Светланы Бахминой. Она у многих вызвала действительно культурный шок, по-другому не скажешь. Для многих Мария Арбатова стала человеком, условно говоря, не рукопожатным». Ирина Петровская заявила, что Арбатова совершила публичное самоубийство.

## Награды от общественных организаций
- 1991 — Золотая медаль Кембриджского библиографического центра «За вклад в культуру XX века» в номинации драматургия.
- 1991 — Лауреат «Всесоюзного конкурса радиодраматургии». Радионовелла «Обряд инициации» из пьесы «Поздний экипаж»[36].
- 1993 — Лауреат премии газеты «Литературные новости» за лучшее произведение в прозе. Рассказ «Аборт от нелюбимого».
- 1996 — Лауреат Боннского театрального бьеннале. Спектакль «Пробное интервью на тему свободы» в постановке Боннского драматического театра.
- 1998 — Лауреат конкурса радиодраматургии «Приз Европы» за радиоспектакль по пьесе «Обряд инициации» в постановке «Радио России».
- 2002 — Орден «За служение Отечеству» (святых великого князя Дмитрия Донского и преподобного игумена Сергия Радонежского) Национального благотворительного фонда «Вечная слава героям»[37].
- 2006 — «Орден Миротворца 2-й степени» Всемирного благотворительного альянса «Миротворец».
- 2007 — «Орден Миротворца 1-й степени» Всемирного благотворительного альянса «Миротворец».
- 2008 — Премия «MONE Beauty Awards» салона красоты «МОНЕ» в номинации «Муза литературы» («за умение сочетать в себе и своих произведениях женскую мягкость и независимость»)[38].
- 2010 — медаль «За веру и добро»[36].
- 2012 — Национальная литературная премия «Золотое перо Руси» за произведение «Дегустация Индии».

## Личная жизнь
Арбатова была замужем три раза:
- Первый муж — Александр Мирошник (брак длился 17 лет) — классический певец. Учился в Музыкальном училище имени Гнесиных на отделении музыкальной комедии и в Академическом музыкальном училище при консерватории им. П. И. Чайковского на отделении вокала. Работал солистом московских хоров и музыкальных театров; в браке с А. Мирошником у Арбатовой родились сыновья-близнецы:
  - Сын — Пётр Александрович Мирошник (род. 18 сентября 1977) — окончил РГГУ по специальности «культурология»[41]. Создал и редактировал сетевой альманах «Четвёртый Рим», посвящённый архитектуре и социологии города[42]. Координатор общественного движения «Архнадзор».
  - Сын — Павел Александрович Мирошник (род. 18 сентября 1977) — окончил Высшую школу психологии по специальности «психология»[41], психотерапевт, регрессионный терапевт. В юности Пётр и Павел участвовали в рок-группе «Инки»[43][44].
- Второй муж — Олег Тумаевич Вите (род. 1950) (брак длился 8 лет) — политический эксперт. Окончил экономический факультет ЛГУ и Институт практической психологии и психоанализа. Работал обозревателем в «Московских новостях», затем — на 1-м канале ТВ, в Рабочем центре экономических реформ при правительстве РФ (1993—2000), в экспертной группе при службе помощников Президента (1996)[45], в Фонде эффективной политики (2000—2004), c осени 2004 года — главный эксперт Фонда поддержки законодательных инициатив. Биограф и исследователь творчества советского историка и социолога Б. Ф. Поршнева[46]. Автор научных и публицистических работ в области экономики, политической социологии, истории и психоанализа[47];
- Третий муж — Шумит Датта Гупта (муж в настоящее время) — литературный переводчик с русского языка на английский. Проживает в России с 1985 года. Окончил факультет физико-математических и естественных наук Российского университета дружбы народов. Соавтор Марии Арбатовой по киносценарию «Поединки. Испытание смертью» и книге «Испытание смертью». Племянник[1][48] Пурана Чанда Джоши — генерального секретаря Коммунистической партии Индии в 1936—1948 годах — и его супруги Калпаны Датты[48][49] — национальной героини Индии.

## Творчество

### Книги
1. «Пьесы для чтения» — сборник пьес — М.: Прометей — 1991.
2. «Drang nach Westen» — пьеса — Berlin: Felix Bloh Erben — 1992.
3. «Probeinterview zum Thema Freiheit» — пьеса — Reinbek: Rowohlt Verlag GmbH — 1996.
4. «Gleichung mit zwei gegeben» — пьеса — Reinbek: Rowohlt Verlag GmbH — 1996.
5. «Erobrte Bastiionen» — пьеса — Reinbek: Rowohlt Verlag GmbH — 1997.
6. «Меня зовут женщина» — сборник рассказов — М.: Прометей, 1998; М.: Эксмо, 1999 — ISBN 5-04-003539-X; М.: Эксмо-Пресс, 2001 — ISBN 5-04-008069-7; М: АСТ, 2008 — ISBN 978-5-17-043667-5, ISBN 978-5-9713-6629-4.
7. «Mon nom est femme» — сборник рассказов — Paris: Editions Jacqueline Chambon — 2000 — ISBN 978-2-87711-231-4.
8. «Визит нестарой дамы» — роман — М.: Подкова, 1999 — ISBN 5-89517-033-1; М.: Эксмо, 1999 — ISBN 5-04-004754-1; М.: Эксмо, 2005 — ISBN 5-699-05585-1; М: АСТ, 2008 — ISBN 978-5-17-047862-0, ISBN 978-5-9713-7587-6.
9. «Мне 40 лет» — автобиографический роман — М.: Захаров. АСТ., 1999—464 с. ISBN 5-8159-0013-3
10. «По дороге к себе» — сборник пьес — М.: Подкова — 1999.
11. «On the Road to Ourselves \\ Russian Mirror. Three Plays by Russian Women» — пьеса — Amsterdam: Overseas Publishers Association, 1998 — ISBN 90-5755-025-3; On the Road to Myself — Amsterdam: Harwood Academic Publishers — 1999.
12. «Мобильные связи» — М.: Эксмо — сборник повестей и рассказов — 2000 — ISBN 5-04-004755-X; М.: АСТ, 2008 — ISBN 978-5-17-044177-8, ISBN 978-5-9713-6628-7.
13. «На фоне Пушкина… и птичка вылетает…» — сборник повестей и рассказов — М.: Эксмо — 2001 — ISBN 5-04-007940-0.
14. «Последнее письмо к А»— сборник повестей и рассказов — М.: Эксмо — 2001 — ISBN 5-04-008257-6.
15. «Опыт социальной скульптуры» — сборник повестей и рассказов — М.: Эксмо, 2002 — ISBN 5-04-010340-9.
16. «Уроки Европы» — сборник повестей и рассказов — М: Эксмо-Пресс — 2002 — ISBN 5-04-010121-X.
17. «Прощание с XX веком» — автобиографический роман в 2 тт. — М.: Эксмо — 2002. — ISBN 5-699-00249-9.
18. «Семилетка поиска» — роман в 2 тт. — М.: Эксмо — 2003 — ISBN 5-699-03826-4, ISBN 5-699-04583-X; М: АСТ, 2008 — ISBN 978-5-17-046073-1, ISBN 978-5-9713-7588-3.
19. «Как я честно пыталась попасть в думу» — автобиографическая повесть — М.: Эксмо — 2003 — ISBN 5-699-04180-X
20. «Мне 46» — автобиографический роман — М.: Эксмо — 2004 — ISBN 5-699-05183-X.
21. «Na imię mi kobieta» — сборник повестей и рассказов — Warszawa: Twój Styl — 2005 — ISBN 83-7163-554-0.
22. «Любовь к американским автомобилям» — сборник повестей и рассказов — М.: Эксмо — 2004 — ISBN 5-699-07954-8.
23. «Как я пыталась честно попасть в Думу» — автобиографическая повесть — М.: АСТ, Харвест, 2007 — ISBN 978-5-17-046018-2, ISBN 978-5-9713-6401-6, ISBN 978-985-16-3319-3.
24. «Дегустация Индии» — роман — М.: АСТ — 2006 — ISBN 5-17-040576-6, ISBN 5-9713-3550-2, ISBN 978-5-9713-3550-4; София: Рива, 2008.
25. «Старые пьесы о главном» — сборник пьес — М.: АСТ — 2008 — ISBN 978-5-17-053496-8, ISBN 978-5-9713-9176-0.
26. «Кино, вино и домино» — роман — М.: АСТ — 2009 — ISBN 978-5-17-060342-8, ISBN 978-5-403-01655-1.
27. «Испытание смертью или Железный филателист» В соавторстве с Шумитом Датта Гупта — роман — М.: Астрель — 2012 — ISBN 978-5-271-40565-5.
28. «Новая русская женщина» — сборник повестей и рассказов — СПб.: АМФОРА — 2012 — ISBN 978-5-367-02365-7.
29. «Неделя на Манхэттене» — автобиографическая проза — М.: АСТ — 2017 — ISBN 978-5-17-102382-9.
30. «Живая скульптура» — сборник прозы — Т8 RUGRAM — 2018 — ISBN 978-5-4467-3319-4.
31. «Время Оливье» — рассказ в «Книге гастрономических историй, ради которой объединились те, кого объединить невозможно» — «Лимбус Пресс» — 2018 — ISBN 978-5-8370-0817-7; авторская запись текста на радио в программе «Много букв» на радиостанции Маяк — 2018.
32. «Вышивка по ворованной ткани» — первая часть романа «Берёзовая роща» — М. ЭКСМО 2021 — ISBN 978-5-04-112788-6.
33. «लपंडाव म्रित्युषु» — роман «Испытание смертью или Железный филателист». В соавторстве с Шумитом Датта Гупта (в переводе на язык марати) — издательство «Каласакта»(город Пуне, Индия — 2022 — ISBN 9818195363803.
34. «Пирамиды роста» — вторая часть романа «Берёзовая роща» — М. ЭКСМО 2022 — ISBN 978-5-04-169183-7.
35. «Стеклянный занавес» -третья часть романа «Берёзовая роща» — М. ЭКСМО 2024 — ISBN 978-5-04-191104-1.

### Пьесы
1. 1979 — «Завистник»
2. 1982 — «Уравнение с двумя известными»
3. 1984 — «Алексеев и тени»
4. 1987 — «Анкета для родителей»
5. 1985 — «Виктория Васильева глазами посторонних»
6. 1987 — «Сны на берегу Днепра»
7. 1987 — «Семинар у моря»
8. 1991 — «Сейшен в коммуналке»
9. 1991 — «Поздний экипаж»
10. 1992 — «Дранг нах вестен»
11. 1992 — «По дороге к себе»
12. 1993 — «Пробное интервью на тему свободы»
13. 1991 — «Пробный сеанс»
14. 1994 — «Взятие Бастилии»

### Киносценарии
- 1990 — Мне не забыть, мне не простить… (совм. с Н. Репиной)
- 2010 — Поединки. Испытание смертью (совм. с Шумитом Датта Гупта)
- 2011 — Поединки. Две жизни полковника Рыбкиной.

### Роли в кино
- 2005 — Дневной Дозор — эпизод
- 2009 — Питерские каникулы — камео

## Радио и телевидение
- ток-шоу «Я сама» — ТВ-6 (1995—1999, одна из соведущих Юлии Меньшовой)[50]
- «Право быть собой» — радиостанция «Маяк 24» (автор и ведущая)